# José Luis Perlaza
José Luis Perlaza Napa (Esmeraldas, Ecuador, 9 de junio de 1981) es un exfutbolista ecuatoriano. Jugaba de defensa y su último equipo fue la Liga de Loja.

## Trayectoria

### Audaz Octubrino
Debutó profesionalmente en el Audaz Octubrino de Machala en el año 1999.

### Centro Deportivo Olmedo
Un año después pasa a ser jugador del Olmedo, club con el cual se corona campeón en el año 2000, y participa en las ediciones 2001,2004 y 2005 de la Copa Libertadores de América.

### Barcelona
En el 2009 es contratado por el Barcelona Sporting Club de la ciudad de Guayaquil, para formar parte de la plantilla en lo que restaba de la temporada.

### San Perlaza

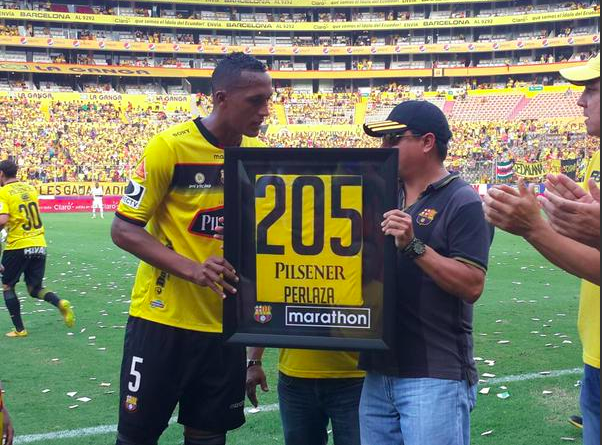
Perlaza es homenajeado por la dirigencia en su partido 205 con el "Ídolo"

José Luis Perlaza es un defensor derecho se caracteriza por su juego aéreo y su firmeza en la marca. Ha anotado goles importantes para Barcelona. Además tiene un fuerte temperamento lo que en muchas ocasiones le ha provocado expulsiones. Tiene la cantidad de 13 expulsiones en cinco temporadas actuando por el equipo canario. 
Perlaza marca con un soberbio gol de cabeza frente al Macará, el 2-1 que significó el gol de la victoria y que le permitía llevarse a casa los 3 puntos que le otorgaba al Barcelona SC el seguir en la lucha por no descender. 

En la última fecha del campeonato nacional, Barcelona recibía la visita de la LDU de Portoviejo otro equipo que luchaba por no descender.
El Barcelona tenía prohibido perder, ya que si perdía significaba descender a la Serie B de Ecuador.
Ya en el segundo tiempo del partido Perlaza abre el marcador, anotando de cabeza al minuto 47, y esto significó que Barcelona continue en la Primera División de Ecuador ya que al final, el partido terminó 2-0 a favor del Barcelona, sería Juan Samudio quien concretaría de penal el último gol del encuentro. Así Perlaza se ganó el corazón de toda la hinchada amarilla

### Hombre Récord
El 26 de octubre de 2016, José Luis Perlaza entró en los libros de historia del Campeonato Ecuatoriano de Fútbol con el curioso récord de ser el jugador con mayor cantidad de expulsiones en la historia de la competición. Al obtener su tarjeta roja número 26, rompió el récord que compartía con Edwin Tenorio, anterior portador del título. Dicha tarjeta roja la consiguió jugando para Mushuc Runa Sporting Club frente al Independiente del Valle.

## Clubes
| Club            | País    | Año       | Pj  | Goles |
| --------------- | ------- | --------- | --- | ----- |
| Audaz Octubrino | Ecuador | 1999      | 2   | 0     |
| Olmedo          | Ecuador | 2000-2008 | 229 | 12    |
| Barcelona       | Ecuador | 2009-2015 | 210 | 12    |
| Mushuc Runa     | Ecuador | 2016-2017 | 32  | 2     |
| Olmedo          | Ecuador | 2017      | 3   | 0     |
| Liga de Loja    | Ecuador | 2018      | ?   | 0     |

## Palmarés

### Campeonatos nacionales
| Título              | Club      | País    | Año  |
| ------------------- | --------- | ------- | ---- |
| Campeonato Nacional | Olmedo    | Ecuador | 2000 |
| Campeonato Nacional | Barcelona | Ecuador | 2012 |

### Campeonatos nacionales amistosos
| Título                      | Club      | País    | Año  |
| --------------------------- | --------- | ------- | ---- |
| Copa Prefectura de Los Ríos | Barcelona | Ecuador | 2011 |
| Trofeo Cruz Sayo            | Barcelona | Ecuador | 2011 |
| Copa Ídolos del Ecuador     | Barcelona | Ecuador | 2011 |
| Copa Nelson Muñoz           | Barcelona | Ecuador | 2012 |
| Copa Yasuní ITT             | Barcelona | Ecuador | 2012 |
| Copa Nelson Muñoz           | Barcelona | Ecuador | 2013 |
| Copa Sata                   | Barcelona | Ecuador | 2014 |
| Copa del Astillero Europeo  | Barcelona | Ecuador | 2014 |
| Copa Prefectura del Guayas  | Barcelona | Ecuador | 2014 |
| Copa Banco de Loja          | Barcelona | Ecuador | 2014 |
| Trofeo Hincha Amarillo      | Barcelona | Ecuador | 2015 |

### Campeonatos internacionales amistosos
| Título             | Club      | País    | Año  |
| ------------------ | --------- | ------- | ---- |
| Copa EuroAmericana | Barcelona | Ecuador | 2015 |

- Datos: Q1344001